# Borsec
Borsec (ungarsk: Borszék, ungarsk udtale: [ˈborseːk]  ( hør) er en by i distriktet Harghita i, Transsylvanien, Rumænien. Byen og de omkringliggende områder er kendt for deres spaer og mineralvand. Byen har 2.391 (2021) , med et flertal af etniske ungarere af folkegruppen Szeklere.

## Geografi
Borsec er et feriested, der især er kendt for sit mineralvand og gunstige klima, og ligger i Karpaternes depression af samme navn i en højde af 900 moh. 
I vest kan man i kort afstand nå Topliţa, Creangă-passet og mod øst Bistricioaradalen. Ved feriestedet er der vandreruter især til naturmonumenterne i naturreservaterne Scaunul Rotund og Făget (Bükkhavas).